# Râul Tigheci
Râul Tigheci este un afluent de stânga al râului Prut din Republica Moldova. Își are izvorul în apropierea satului Băiuș, raionul Leova, și se revarsă în apropierea satului Stoianovca, Cantemir. Flora luncii este reprezentată de 100 de specii de plante din 27 familii și 74 genuri.